# Lisa Goes Gaga
«Lisa Goes Gaga» — двадцать второй эпизод двадцать третьего сезона мультсериала «Симпсоны». Выпущен 20 мая 2012 года в США на телеканале «Fox».

## Сюжет
Леди Гага проезжает через Спрингфилд на собственном поезде. Она видит, что у города очень низкая самооценка. В это время Лиза подавлена: её избрали самой непопулярной ученицей в школе. Чтобы вновь набрать популярность, она тайно пишет о себе положительные вещи в школьном блоге под ником «Правдолюб». Барт узнаёт о тайне сестры и выдаёт её всем ученикам. Лиза вновь расстроена.
Леди Гага с помощью своих умственных способностей узнаёт о случившемся и приезжает в Спрингфилд, дабы помочь Лизе. Та не хочет лишней помощи от Гаги и срывается на неё. Но вскоре Лиза понимает, что она себе помогла, высказав Гаге все мысли о ней. То есть миссия Гаги выполнена. Лиза догоняет Гагу и извиняется перед ней, и обе поют вместе. Как только поезд Гаги готовится к отъезду, Мо подбегает к ней, прося помощи, но та говорит, что она не так хороша. После чего Мо сбивает другой поезд.

## Интересные факты
- «Кондуктор» — явная отсылка на Тома Паркера, которого Элвис Пресли называл полковник.

## Производство

Леди Гага появится в качестве гостя в роли себя в эпизоде.

В августе 2011 года стало известно, что Леди Гага сделает появление в качестве озвучивания героя мультсериала «Симпсоны» в роли самой себя. Подбор голоса случайно произошёл в Лос-Анджелесе в течение четырёх дней — 22-26 августа. В интервью Entertainment Weekly Леди Гага высказалась, что у неё было «небольшое нарушение покоя» и что она «не может сделать голос за кадром в любой день недели». Она продолжала: «Эти персонажи настолько искренние, дикие и смешные, что я должна была напомнить себе, что и у меня есть чувство юмора. На этом я и пыталась сфокусироваться, не слишком раскрывая мою личность и быть действительно искренней». Леди Гага добавила, что работа с сотрудниками шоу — это «одна из самых крутых вещей, которые я когда-либо делала».
Производители «Симпсонов» были впечатлены Леди Гагой, ведь у неё соответствующий диапазон голоса и потрясающие навыки. Создатель сериала Мэтт Грейнинг выразил подобную реакцию. В интервью Entertainment Weekly, он заявил, что «с самого начала, я всегда хотел обратить внимание на наиболее популярных личностей нашего времени, и она - одна из них». В интервью с Broadway.com Ярдли Смит заявила, что она «была потрясена тем, что у неё есть время в её графике, и она приходит к нам в студию для записи».